# In This Defiance
In This Defiance är den amerikanska hardcore-gruppen Strifes andra studioalbum, utgivet 1997. Skivan utgavs både på CD och LP av Victory Records.

## Låtlista
Alla låtar är skrivna av Strife.

### Originalversion
| Nr           | Titel                     | Längd |
| ------------ | ------------------------- | ----- |
| 1.           | Intro                     | 2:57  |
| 2.           | Waiting                   | 2:13  |
| 3.           | Force of Change           | 1:53  |
| 4.           | Stand as One (Redemption) | 2:28  |
| 5.           | Grey                      | 3:07  |
| 6.           | Will to Die               | 2:49  |
| 7.           | Blistered                 | 2:27  |
| 8.           | Forgotten One             | 1:39  |
| 9.           | Wish I Knew               | 4:22  |
| 10.          | To an End                 | 1:53  |
| 11.          | Overthrow                 | 2:44  |
| 12.          | Outtro                    | 16:07 |
| Total längd: | Total längd:              | 44:39 |

## Medverkande

### Musiker
- Todd Turnham - gitarr
- Andrew Kline - gitarr
- Rick Rodney - sång
- Sid Niesen - trummor
- Chad Peterson - bas
- Igor Cavalera - trummor drums
- Chino Moreno - sång ("Will to Die")
- Dino Cazares - gitarr och bakgrundssång
- Tony Moore - bakgrundssång
- Ryan Cox - bakgrundssång
- Jesse Austin - bakgrundssång
- Justin "Gordo" Dedda - bakgrundssång
- John Turnham - bakgrundssång
- Dom Brooklyn House - bakgrundssång
- Dave STS - bakgrundssång
- Mark Aiken - bakgrundssång
- Darren Doane - bakgrundssång
- Erin Smith - bakgrundssång
- Jen Eisle - bakgrundssång
- Vic Galindo - bakgrundssång
- Ian Ghent - bakgrundssång
- Bobby Canaday - bakgrundssång
- Zack Cordner - bakgrundssång
- Dan Rawe - bakgrundssång
- Jeff Moore  - bakgrundssång
- Weddy Moore - bakgrundssång
- Aaaron Bruno - bakgrundssång
- John Monroy - bakgrundssång
- Ben Read - bakgrundssång
- Dirty Ass Dan - bakgrundssång
- Party Up - bakgrundssång
- Stacie - bakgrundssång
- Nick Johnson - bakgrundssång

### Övriga
- Dave Jagosz - inspelning
- Billy "the Kid" - tekniker
- Bob Malrlette - mixingning och mastering
- Ken Koroshetz - tekniker
- Pat Sulivan - mastering
- Shuji Kobayashi - foto
- OLECHR. Petterson - foto
- Ron Platzer - foto

## Mottagande
Allmusic gav betyget 4,5/5.

### Fotnoter
1. ↑  ”In This Defiance”. Discogs.com. http://www.discogs.com/Strife-In-This-Defiance/release/705315. Läst 5 januari 2013.
2. 1 2  Anderson, Rick. ”In This Defiance”. Allmusic.com. http://www.allmusic.com/album/in-this-defiance-mw0000594766. Läst 5 januari 2013.